# Werner Naumann
Werner Naumann (16 de junio de 1909, Guhrau, Silesia, Reino de Prusia, Imperio alemán - 25 de octubre de 1982, Lüdenscheid, Renania del Norte-Westfalia, Alemania occidental) fue un político, economista y militar alemán. Secretario de Estado en el Ministerio de Ilustración Pública y Propaganda de Joseph Goebbels durante el Tercer Reich. A finales de abril de 1945 fue nombrado Ministro de Propaganda por el Führer Adolf Hitler en su último testamento después de que Goebbels fuera ascendido a Reichskanzler. Naumann estuvo presente en el suicidio de Hitler en el Führerbunker en Berlín el 30 de abril de 1945.

## Primeros años y carrera política
Werner Naumann nació el 16 de junio de 1909 en Guhrau en la familia del terrateniente y asesor del tribunal administrativo Max Naumann. En su juventud, estuvo imbuido de las ideas del socialismo. En ese momento, en el programa del NSDAP, estaba más atraído no por los elementos nacionales, sino por los sociales. A los 17 años, decidió dedicarse a resolver los problemas de la desigualdad de clase. Un joven trabajador lo invitó a un debate político organizado por los nacionalsocialistas. Aquí Naumann encontró la camaradería que buscaba. En 1928, se unió al Partido Nacionalsocialista (con el número de membresía 101.399) y fue considerado un apasionado nacionalsocialista desde el principio. En 1929, Naumann, siendo un Gruppenführer de las SA, se unió a las SS, donde fue miembro hasta 1932, y luego nuevamente se unió a las SA.
En 1929, graduándose con honores de una escuela, ingresó en la Facultad de Derecho de la Universidad de Berlín. Además de estudiar, trabajó en el distrito público del Gauleiter de Berlín y allí conoció a Joseph Goebbels. A los 21 años, Nauman fue nombrado jefe del distrito de Oberlausitz y Untergauleiter en Silesia Central. En 1931 interrumpió sus estudios. Hasta 1933, Nauman hizo una exitosa carrera en el NSDAP. Desde marzo de 1933, como SA-Sturmbannführer, fue responsable de los estudios políticos en la sede de Edmund Heines y el Oberster SA-Führer Ernst Röhm Dos meses después, como Standartenführer de las SA, dirigió la novena brigada de las SA en Pomerania, y desde junio de 1934 la novena brigada de las SA en Stetin.
El 30 de junio de 1934, durante la llamada noche de los cuchillos largos, Naumann fue arrestado. Dos meses después fue puesto en libertad. A fines de octubre de 1934, a pedido de la fiscalía de Stetin, fue arrestado nuevamente bajo sospecha de mal uso del dinero del partido, Unos días después salió de la custodia. Fue expulsado de las SA y despojado de su rango debido a la falta de disciplina de la brigada que se le confió, así como al uso de dinero político para fines personales. Además se le acusó de participar en una orgía homosexual.
A principios de 1935, Naumann reanudó sus estudios. En el mismo año, se transfirió de Berlín a la Escuela Superior de Breslau y aprobó el examen para una licenciarura en economía. En 1936, se convirtió en asistente de la Facultad de Derecho y comenzó a escribir una disertación sobre el tema "Liderazgo en economía y personas".
En septiembre de 1935, Naumann recurrió a un viejo compañero del partido con una solicitud para ayudarlo a rehabilitarlo en las SA. Presentó el proceso contra sí mismo como una "intriga malvada". En la primavera de 1937, el caso fue revisado y Naumann fue reincorporado a las SA. De nuevo se convirtió en un Standartenführer y fue nombrado jefe del departamento de propaganda del Gau y jefe del departamento de propaganda de Silesia.
El 6 de diciembre de 1937, Goebbels lo designó como su asistente personal.
Poco después, Naumann se casó con Ursula Becker de Breslau. De este matrimonio tuvieron tres hijos. Así, pudo disipar los rumores sobre su posible homosexualidad.
En enero de 1938, Naumann volvió a unirse a las SS como Oberführer. En abril, se convirtió en asesor ministerial y primer asistente personal del ministerio de propaganda de Goebbels.  En 1937, comenzó el servicio militar en el vigésimo regimiento antiaéreo en Breslau, y de marzo a mayo de 1939 continuó en el duodécimo regimiento antiaéreo en Berlín. Desde el estallido de la guerra hasta mediados de 1940, fue suboficial y comandante de defensa aérea en Berlín. En mayo de 1940 fue ascendido a teniente en la reserva. Desde abril de 1941, con el rango de Obersturmführer, junto a las Waffen-SS participó en hostilidades en los Balcanes y en la Invasión a la Unión Soviética
El 15 de junio de 1942, Naumann fue incluido en la "Lista de candidatos para altos cargos en el partido y el estado" y seis días después recibió el rango de Hauptsturmführer de la reserva en las Waffen-SS. En el invierno de 1942, la sede de Heinrich Himmler lo designó como Gauleiter. En 1943, Naumann era el comandante de la SiPo y el SD en La Haya y uno de los líderes del grupo agregado en la Oficina Central de Seguridad del Reich. El 20 de abril de 1943 fue galardonado con el rango de SS-Brigadeführer. Naumann fue herido cuatro veces. Como resultado de la última herida, fue declarado no apto para el servicio militar.
El 22 de abril de 1944, regresó al Ministerio de Propaganda y a los 34 años fue nombrado Secretario de Estado. Goebbels consideraba a Naumann "El empleado más confiable". Sin embargo, a partir de diciembre de 1944, tratando de ganarse la confianza de Hitler, estaba ensuciando su persona.
En un acto de traición, Naumann nuevamente volvió a actuar a espalda de Goebbels: se enamoró de su esposa Magda. Al enterarse de esto, el ministro ordenó a su subordinado que rompiera el contacto con Magda.
En los últimos días del Tercer Reich, Naumann comandó un batallón de la Volkssturm en la Wilhelmplatz. El 29 de abril de 1945, en su voluntad política, Hitler lo nombró para el cargo de Ministro de Propaganda en lugar de Goebbels, quien se convertiría en Canciller del Reich.
En la noche del 1 al 2 de mayo de 1945, junto con Martin Bormann, Hans Baur, Ludwig Stumpfegger y Artur Axmann, salieron del Führerbunker y entonces sus caminos se separaron.

## Vida después de la guerra
Friedrich Bergold testificó en los Juicios de Núremberg que la última vez que vio a Naumann, estaba caminando un metro por delante de Martin Bormann cuando fue asesinado por un cohete del Ejército Rojo. Huían del Führerbunker al final de la Batalla de Berlín. Sin embargo, Naumann sobrevivió.
Hasta 1950, no había información oficial sobre el paradero de Naumann.
Antes de abandonar el Führerbunker, arrancó todas sus insignias para hacerse pasar por un simple soldado de la Wehrmacht. Según sus propias palabras, fue detenido cinco veces e incluso interrogado en la zona de ocupación soviética. Pero en todas las ocasiones fue puesto en libertad, dado que no se pudo establecer su verdadera identidad. Naumann permaneció en la zona de ocupación soviética hasta 1946. Luego se mudó a Alemania Occidental, donde vivió con un nombre falso y trabajó como albañil. Después de aprobar el examen "muy bueno", trabajó en esta profesión hasta el verano de 1950.
En febrero de 1950, se registró en Tübingen con su nombre real. Sin embargo, declaró que hasta abril de 1950 trabajó para las autoridades de ocupación francesas y escribió voluntariamente informes para la Segunda Oficina, la inteligencia militar francesa.
Desde abril hasta el otoño de 1950, Naumann vivió en Frankfurt. Quizás su estadía aquí estuvo relacionada con su intento, con la ayuda de un abogado, el Dr. Peter Gast, un exempleado del Ministerio de Propaganda, de someterse a la desnazificación. El 15 de julio de 1950, Naumann se instaló en Düsseldorf y asumió el cargo de jefe del departamento de exportación de Cominbel, propiedad de Herbert Lucht, exasesor cultural y oficial de propaganda del Ministerio de Propaganda.
En Düsseldorf, alrededor de Naumann, en 1951-1952. se formó el llamado " Círculo de Naumann " ("Círculo de Düsseldorf", "Círculo de Gauleiter"), al que pertenecían varios funcionarios nacionalsocialistas de alto rango de época del Tercer Reich. Además del hecho de que esta organización se convirtió en la más influyente entre las organizaciones neonazis en Alemania a principios de la década de 1950, intentó luego de la infiltración en el Partido Democrático Libre, basado en su estructura, llevar a su gente a las autoridades legislativas y ejecutivas de Alemania y convertir el desarrollo de Alemania en un canal nacionalsocialista. Debido a la inacción de las autoridades alemanas, las autoridades de ocupación británicas arrestaron a Naumann y a otros seis líderes del círculo bajo sospecha de actividad inconstitucional la noche del 14 al 15 de enero de 1953. Naumann fue condenado a 7 meses de cárcel, acusado de liderar un grupo neonazi.
Las autoridades de ocupación británicas transfirieron la investigación y los procedimientos judiciales en el caso de Naumann y otros jueces de la Alemania Occidental, sin embargo, la Corte Suprema Federal de Alemania cerró el caso.
Después de su liberación, Naumann participó en las actividades del Partido Socialista del Reich, y más tarde se convirtió en director de la empresa de equipos eléctricos Busch-Jaeger Elektro GmbH en Lüdenscheid, propiedad del hijastro de Goebbels, Harald Quandt.
Werner Naumann murió el 25 de octubre de 1982 en Lüdenscheid, Renania del Norte-Westfalia a la edad de 73 años.

## Rangos y condecoraciones

### Rangos
Rangos con las Sturmabteilung:
- SA-Gruppenführer (1929)
- SA-Sturmbannführer (marzo, 1933)
- SA-Standartenführer (abril, 1933), Expulsado de las SA en 1934.
- SA-Standartenführer (1937)

Rangos con la Schutzstaffel:
- SS-Oberführer (1938)
- SS-Obersturmführer (1941)
- SS-Hauptsturmführer (1942)
- SS-Brigadeführer (1943)

### Condecoraciones
- Cruz de Hierro de 1ª. clase (1939)
- Cruz de Hierro de 2ª. clase (1939)
- Medalla de herido (negra) (1939)
- Chevron del viejo luchador
- Cruz del mérito militar de primer grado sin espadas
- Cruz de mérito militar de segundo grado sin espadas
- Medalla de Oro del NSDAP
- Medalla de servicio en el NSDAP de bronce (1938) y plata (1943).
- Anillo de honor de las SS
- Espada de Honor de las SS